# Marcel Lebois
Marcel Lebois (Angles, 2 mars 1916 - Mort pour la France à Sétif, le 15 juillet 1943) est un militaire français, Compagnon de la Libération par décret du 23 juin 1941. Pilote déjà expérimenté au moment où la Seconde Guerre mondiale éclate, il décide de rallier la France libre du général de Gaulle et rejoint une base britannique. Combattant d'abord au sein de la Royal Air Force, il entre ensuite dans les rangs des forces aériennes françaises libres. Il combat au Moyen-Orient, en Méditerranée et en Afrique du Nord avant de mourir de ses blessures après un atterrissage forcé en Algérie.

## Biographie

### Avant-guerre
Né le 2 mars 1916, en France, à Angles, en Vendée, dans une famille de cultivateurs, Marcel Lebois s'engage dans l'armée de l'air française dès novembre 1934. Il est d'abord affecté à la Base aérienne 104 Dugny-Le Bourget puis, après un séjour au Levant en mars 1935, est muté à la basé aérienne 139 où il est promu caporal. Il passe ensuite sergent en avril 1936, un mois après avoir obtenu son brevet de mitrailleur. Ayant réussi son brevet de pilote, il se réengage en 1937 et sert à la Base aérienne 705 Tours. Il retourne au Levant en mars 1939 et est promu sergent-chef en octobre de la même année.

### Royal Air Force
Au moment de l'armistice, alors adjudant, Marcel Lebois est en poste à Damas au sein du Groupe de Reconnaissance II/39. Refusant l'autorité de Vichy, il prend les commandes d'un Potez 63/11 avec lequel il rejoint, le 2 juillet 1940, la base britannique de Ramla. Engagé dans la Royal Air Force avec le grade de flight sergeant, il sert au no 2 French Fighter Flight. Cette unité, intégrée au no 274 Squadron, effectue des missions de chasse et de reconnaissance dans la région d'Alexandrie avant d'être envoyée en Palestine à la fin du mois d'août pour assurer la défense d'Haïfa. En janvier 1941, il suit une formation sur Hawker Hurricane à l'Operationnal Training Unit d'Ismaïlia avant de retourner au no 274 Squadron qui, entre-temps, s'est déplacé à Tobrouk. De mai à juin 1941, il prend part à la bataille de Crète au cours de laquelle il remporte une victoire aérienne officielle, mais est lui-même abattu par un avion ennemi le 15 juin. Après un atterrissage en catastrophe dans le désert, il parvient cependant à rejoindre ses lignes après deux jours de marche.

### Forces aériennes françaises libres
Le 21 juin 1941, Marcel Lebois est affecté à l'Escadrille Française de Chasse no 1 sous les ordres de James Denis, puis à l'automne 1941 au Groupe de chasse Alsace lorsque celui-ci est créé. Au sein de cette unité, il effectue des missions au-dessus de l'Égypte, de la Palestine et de la Méditerranée. Promu sous-lieutenant le 15 décembre 1942, il est muté au Groupe de bombardement Bretagne au début de l'année 1943. Lors d'une mission de liaison qu'il effectue aux commandes d'un Caudron C.440 le 15 juillet 1943, Marcel Lebois est contraint à un atterrissage en catastrophe dans les environs de Sétif. Grièvement blessé, il parvient cependant à parcourir plusieurs kilomètres pour aller chercher du secours pour ses passagers parmi lesquels figure Pierre Tassin de Saint-Péreuse. Épuisé par cet effort, il meurt des suites de ses blessures le jour même à l'hôpital de Sétif. Il est inhumé dans son village natal d'Angles.

## Décorations
|  |  |  |  |  |  |
|  |  |  |  |  |  |

| Chevalier de la Légion d'Honneur                     | Chevalier de la Légion d'Honneur | Compagnon de la Libération | Compagnon de la Libération | Croix de Guerre 1939-1945 | Croix de Guerre 1939-1945 |
| Médaille coloniale Avec agrafes "Libye" et "Tobrouk" |                                  |                            |                            |                           |                           |

## Hommages
- Des rues ont été baptisées en son honneur à Angles et à La Roche-sur-Yon.
- Son nom figure sur les monuments aux morts des communes d'Angles et de Mazières-de-Touraine[5],[6].